# Società Sportiva Mortara
La Società Sportiva Mortara è stata una società calcistica italiana, con sede a Mortara (PV). I colori sociali erano il bianco e l'azzurro.

## Storia
Al termine della stagione 1945-1946 il Mortara venne promosso in Serie C.
Nella stagione 1946-1947 il Mortara vinse il proprio girone con ben nove punti di distacco sulla seconda classificata, la Fidenza, e si qualificò alle finali per la promozione in Serie B; venne inserita nel girone B delle finali insieme al Vita Nova e al Monza; il girone si dimostrò equilibrato con tutte le società che conclusero il girone prime a pari merito con due punti, rendendo necessaria una seconda serie di spareggi. Il 27 luglio 1947 si disputò la gara che si rivelò decisiva per la promozione in Serie B, Vita Nova-Mortara; la partita fu parecchio combattuta e alla fine il Mortara dovette soccombere agli avversari, vittoriosi per 4-3; a nulla servì la vittoria contro il Monza (2-0, 3 agosto) dato che il Vita Nova la settimana successiva pareggiò con i monzesi, chiudendo il girone al primo posto con un punto di vantaggio sui mortaresi. Per solo un punto, dunque, il Mortara mancò la promozione in cadetteria.
Nella stagione successiva, nonostante una riforma dei campionati volta a ridurre il numero dei gironi da 18 a 4, il che comportò la retrocessione nelle categorie inferiori per tutte le squadre che non fossero arrivate in testa, il Mortara riuscì a ottenere una difficile salvezza, arrivando seconda nel Girone D della Lega Nord con 46 punti mentre le conseguenze del Caso Napoli ammettevano tutte le seconde nella Lega Calcio; solo il Casale, prima con 49 punti, riuscì a fare meglio.
Nella stagione successiva, i mortaresi, inseriti nel girone A della Serie C a 4 gironi, disputarono un ottimo campionato, sfiorando la promozione in B: infatti arrivarono terzi a soli tre punti dal Fanfulla prima e promossa. La stagione successiva il club sfiorò per l'ennesima volta la promozione, arrivando addirittura prima a pari merito con il Seregno; tuttavia il Mortara, a causa delle difficoltà economiche, rinunciò allo spareggio consentendo la promozione diretta al Seregno.
Dopo queste due stagioni strepitose, il Mortara disputò un campionato 1950-1951 disastroso, chiuso all'ultimo posto con conseguente retrocessione in Promozione. La stagione successiva fu ancora deludente, e si concluse con la retrocessione in Promozione Lombarda, il massimo livello regionale. Da allora il Mortara milita ininterrottamente nei campionati regionali. La società fallisce a giugno 2023.

## Palmarès

### Competizioni interregionali
- Serie C: 1 [1]

1946-1947 (girone D)

### Competizioni regionali
- Prima Categoria: 2

1973-1974, 1983-1984
- Seconda Categoria: 4

1964-1965, 1989-1990, 2002-2003, 2005-2006

## Statistiche

### Partecipazione ai campionati
| Categoria | Partecipazioni | Debutto   | Ultima stagione |
| --------- | -------------- | --------- | --------------- |
| Serie C   | 6              | 1945-1946 | 1950-1951       |
| Serie D   | 1              | 1951-1952 | 1951-1952       |